# Lijst van voetbalinterlands India - Oezbekistan
Deze lijst van voetbalinterlands is een overzicht van alle officiële voetbalinterlands tussen de nationale teams van India en Oezbekistan. De landen hebben tot nu toe zes keer tegen elkaar gespeeld. De eerste ontmoeting, een vriendschappelijke wedstrijd, werd gespeeld op 16 november 1998 in New Delhi. Het laatste duel, een groepswedstrijd tijdens de Azië Cup 2023, vond plaats op 18 januari 2024 in Ar Rayyan (Qatar).

## Wedstrijden
| № | Plaats    | Datum            | Competitie                 | Wedstrijd           | Uitslag |
| - | --------- | ---------------- | -------------------------- | ------------------- | ------- |
| 1 | New Delhi | 16 november 1998 | Vriendschappelijk          | India − Oezbekistan | 0 − 0   |
| 2 | Calcutta  | 19 november 1998 | Vriendschappelijk          | India − Oezbekistan | 0 − 4   |
| 3 | Bangkok   | 9 december 1998  | Aziatische Spelen 1998     | India − Oezbekistan | 0 − 2   |
| 4 | Abu Dhabi | 25 november 1999 | Azië Cup 2000 kwalificatie | India − Oezbekistan | 2 − 3   |
| 5 | Shah Alam | 26 juni 2001     | Vriendschappelijk          | India − Oezbekistan | 1 − 2   |
| 6 | Ar Rayyan | 18 januari 2024  | Azië Cup 2023              | India − Oezbekistan | 0 − 3   |

## Samenvatting
| Competitie            | Totaal gespeeld | Winst India | Gelijk | Winst Oezbekistan | Doelsaldo India – Oezbekistan |
| --------------------- | --------------- | ----------- | ------ | ----------------- | ----------------------------- |
| Azië Cup              | 1               | 0           | 0      | 1                 | 0 − 3                         |
| Azië Cup-kwalificatie | 1               | 0           | 0      | 1                 | 2 − 3                         |
| Aziatische Spelen     | 1               | 0           | 0      | 1                 | 0 − 2                         |
| Vriendschappelijk     | 3               | 0           | 1      | 2                 | 1 − 6                         |
| Totaal                | 6               | 0           | 1      | 5                 | 3 − 14                        |

AIFF · A-Internationals · Bondscoaches · Statistieken · Olympisch elftal · Indiaas vrouwenelftal · India U21 · India U20 · India U19 · India U18 · India U17
1930 – 1949 · 
1950 – 1959 · 
1960 – 1969 · 
1970 – 1979 · 
1980 – 1989 · 
1990 – 1999 · 
2000 – 2009 · 
2010 – 2019 ·
2020 − 2029
Afghanistan ·
Argentinië ·
Australië ·
Azerbeidzjan · 
Bahrein ·
Bangladesh ·
Bhutan ·
Brunei ·
Cambodja ·
China ·
Curaçao ·
Fiji ·
Filipijnen ·
Finland ·
Ghana ·
Guam ·
Guyana ·
Hongarije ·
Hongkong ·
IJsland ·
Indonesië ·
Irak ·
Iran ·
Israël ·
Jamaica ·
Japan ·
Jemen ·
Jordanië ·
Kameroen ·
Kenia ·
Kirgizië ·
Koeweit ·
Laos ·
Libanon ·
Macau ·
Malediven ·
Maleisië ·
Marokko ·
Mauritius ·
Mongolië ·
Myanmar ·
Namibië ·
Nepal ·
Nieuw-Zeeland ·
Noord-Korea ·
Oezbekistan ·
Oman ·
Pakistan ·
Palestina ·
Peru ·
Polen ·
Puerto Rico ·
Qatar ·
Saint Kitts en Nevis ·
Saoedi-Arabië ·
Singapore ·
Sovjet-Unie ·
Sri Lanka ·
Suriname ·
Syrië ·
Tadzjikistan ·
Taiwan ·
Thailand ·
Trinidad en Tobago ·
Turkmenistan ·
Uruguay ·
Vanuatu ·
Verenigde Arabische Emiraten ·
Vietnam ·
Wit-Rusland ·
Zambia ·
Zuid-Korea ·
Zuid-Vietnam
UFF · A-internationals · Bondscoaches · Statistieken · Oezbeeks vrouwenelftal · Olympisch elftal · Oezbekistan U21 · Oezbekistan U20 · Oezbekistan U19 · Oezbekistan U18 · Oezbekistan U17
1990 – 1999 ·
2000 – 2009 ·
2010 – 2019 ·
2020 – 2029 ·
1994 · 
1995 · 
1996 · 
1997 · 
1998 · 
1999 · 
2000 · 
2001 · 
2002 · 
2003 · 
2004 · 
2005 · 
2006 · 
2007 · 
2008 · 
2009 · 
2010 · 
2011 · 
2012 · 
2013 · 
2014 ·
2015 ·
2016 ·
2017 ·
2018 ·
2019 ·
2020 ·
2021 ·
2022 ·
2023
Albanië ·
Armenië ·
Australië ·
Azerbeidzjan ·
Bahrein ·
Bangladesh ·
Bolivia ·
Bosnië en Herzegovina ·
Burkina Faso ·
Cambodja ·
Canada ·
China ·
Costa Rica ·
Estland ·
Filipijnen ·
Georgië ·
Hongkong ·
India ·
Indonesië ·
Irak ·
Iran ·
Israël ·
Japan ·
Jemen ·
Jordanië ·
Kameroen ·
Kazachstan ·
Kirgizië ·
Koeweit ·
Letland ·
Libanon ·
Malediven ·
Maleisië ·
Marokko ·
Mexico ·
Mongolië ·
Montenegro ·
Nieuw-Zeeland ·
Nigeria ·
Noord-Korea ·
Oeganda ·
Oekraïne ·
Oman ·
Palestina ·
Qatar ·
Rusland ·
Saoedi-Arabië ·
Senegal ·
Singapore ·
Slowakije ·
Sri Lanka ·
Syrië ·
Tadzjikistan ·
Taiwan ·
Thailand ·
Turkije ·
Turkmenistan ·
Uruguay ·
Venezuela ·
Verenigde Arabische Emiraten ·
Verenigde Staten ·
Vietnam ·
Wit-Rusland ·
Zuid-Korea ·
Zuid-Soedan ·
Zweden